# The Lion of Judah
The Lion of Judah '(El León de Judá en España) es una película sudafricana de animación por computadora del 2011 dirigida por Deryck Broom y Roger Hawkins.
Es una película de animación con las voces de los protagonistas interpretador por Scott Eastwood y Ernest Borgnine. Es la secuela del cortometraje animado Once Upon A Stabilee (2004).

## Argumento
Los animales del establo de Belén —Judá el cordero, Jack el burro, Horacio el cerdo y Drake el gallo— son testigos de los acontecimientos vividos en tiempos de Jesús: su predicación, crucifixión y posterior comportamiento de los apóstoles.

## Reparto
- Voz
  - Judá, el cordero; voz de Georgie Kidder
  - Jack, el burro; voz de Scott Eastwood
  - Horace, el cerdo; voz de Omar Benson Miller
  - Drake, el gallo; voz de Alphonso McAuley
  - Slink; voz de Ernest Borgnine
  - Monty; voz de Anupam Kher
  - Boss; voz de Michael Madsen
  - Tony; voz de Leon Clingman
  - Jesús; voz de Bruce Marchiano
  - Raven; voz de Vic Mignogna